# Hrabstwo Osceola (Michigan)
Osceola – hrabstwo w stanie Michigan w USA. Siedzibą hrabstwa jest Reed City.

## Miasta
- Evart
- Reed City

## Wioski
- Hersey
- Le Roy
- Marion
- Tustin

## Hrabstwo Osceola graniczy z następującymi hrabstwami
- północny wschód – hrabstwo Missaukee
- wschód – hrabstwo Clare
- południe – hrabstwo Mecosta
- zachód – hrabstwo Lake
- północny zachód – hrabstwo Wexford